# Portela das Cabras
A Freguesia de Portela das Cabras foi uma freguesia portuguesa do Município de Vila Verde, com 2,34 km² de área e 278 habitantes (2011). Densidade: 118,8 hab/km².
Foi uma freguesia extinta (agregada) em 2013, no âmbito de uma reforma administrativa nacional, para, em conjunto com Duas Igrejas, Rio Mau, Goães, Godinhaços, Pedregais, e Azões, formar uma nova freguesia denominada União das Freguesias da Ribeira do Neiva.

## Demografia
A população registada nos censos foi:

## História
Foi, até 1855, sede do extinto concelho de Penela do Minho.
A palavra portela significa "depressão entre cumes de montanhas", "passagem estreita entre montes" ou simplesmente "passagem".
Se esses locais viessem a ser povoados, a povoação recebia também o nome de Portela. De facto e em relação a esta localidade, isso facilmente se pode constatar, já que existem dois montes (o Monte de Cima a nascente e o Monte de Baixo a poente) e a respectiva passagem existente entre eles (E. N. 308).
Portela das Cabras, também conhecida por Portela de Penela, foi sede de um concelho e de comarca que teve como donatários os Castros, senhores de Albergaria, e, mais tarde, a Casa de Bragança. Teve foral dado por D. Afonso III, em Santarém e nele se dá a esta freguesia o nome de Portela dos Leitões.
Por ali passava a antiga via Romana de Braga a Astorga. Troços desta antiga via estão ainda, ora a servir de velhos caminhos, ora inseridos em troços de estrada, como ainda de um ou outro quintal. Boa parte segue, da estrada Nacional, para a ponte de Goães.
Portela das Cabras pertence aos Vales do Neiva e do Cávado, funcionando como marco lateral da bacia hidrográfica.
Em 1855, passou a pertencer, como freguesia, ao concelho de Vila Verde.

## Lugares
A Freguesia de Portela das Cabras englobava as seguintes localidades:
- Feira
- Fontelo
- Igreja
- Monte
- Panascos
- Pardieiros
- Pico
- Picoto
- Portela de Cima
- Portela do Meio
- Quintas
- Rua
- Salvador

## Monumentos

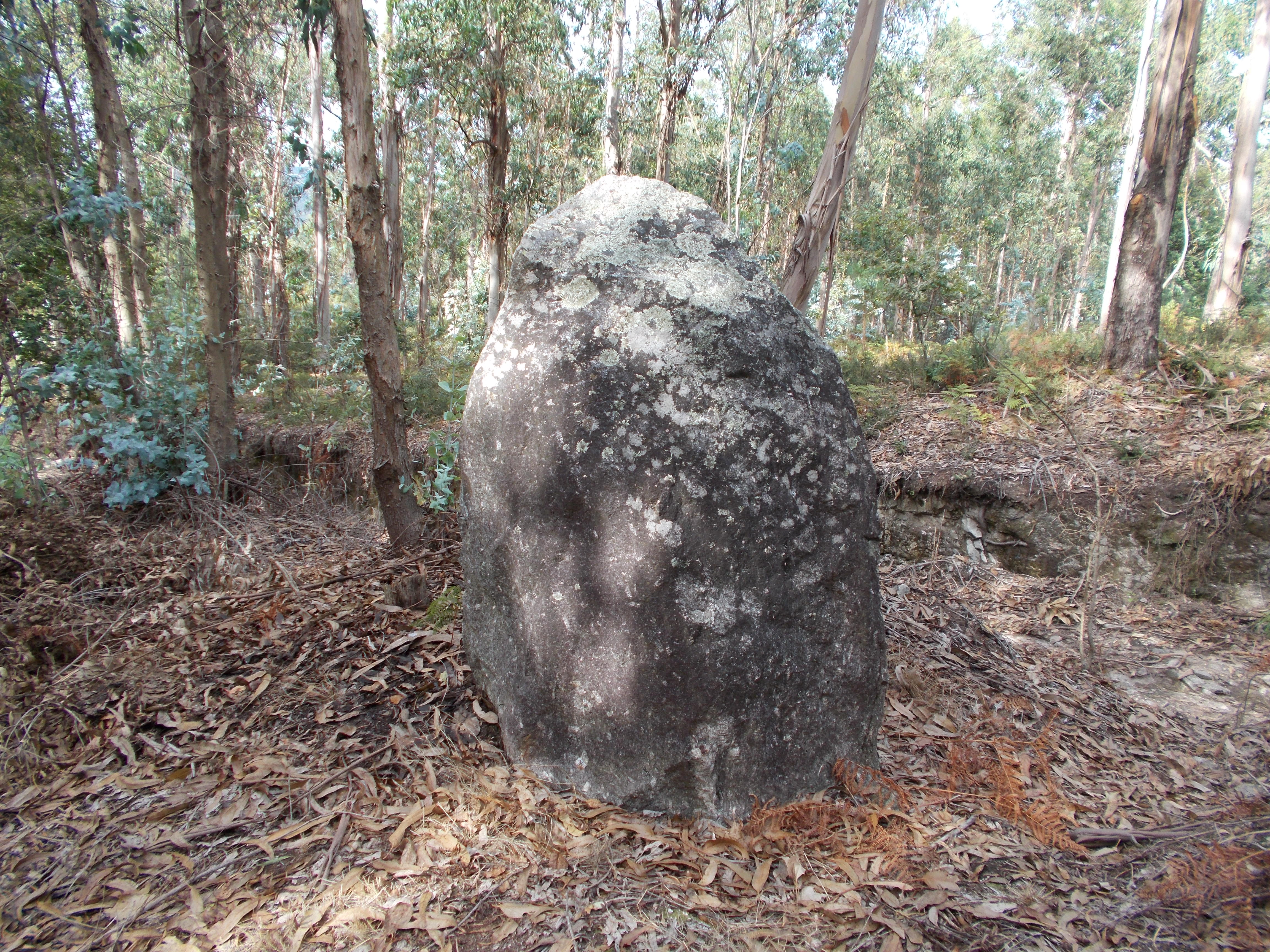
Menir dos Penedos da Portela

- Menir dos Penedos da Portela